# Alexandru Vaida-Voevod
Alexandru Vaida-Voevod (n. 27 februarie 1872, Olpret, Comitatul Solnocul Interior, Austro-Ungaria – d. 19 martie 1950, Sibiu, România), a fost un om politic, medic, publicist, unul dintre liderii marcanți ai Partidului Național Român din Transilvania, apoi al Partidului Național Țărănesc. Vaida-Voevod a debutat politic în anturajul arhiducelui Franz Ferdinand, ca susținător al drepturilor românilor transilvăneni.
După Unirea Transilvaniei cu România și fuziunea naționalilor transilvăneni cu țărăniștii din Vechiul Regat, s-a numărat printre liderii marcanți ai noului Partid Național Țărănesc.
În activitatea politică, Alexandru Vaida-Voevod a ocupat timp de trei mandate funcția de cel de-al 28-lea premier al României, remarcându-se de asemenea la conducerea Ministerului de Interne și a Ministerului de Externe. A sprijinit regimul autoritar al regelui Carol al II-lea, motiv pentru care i-a părăsit pe național-țărăniști și a întemeiat propriul partid. După instaurarea monarhiei autoritare a fost numit consilier regal, iar șeful statului s-a folosit atât de experiența politică, cât și de influența acestuia, pentru a-și justifica acțiunile.

## Originea și viața
S-a născut într-o familie veche și bogată, care se înrudea cu episcopii români uniți Ioan Bob și Ioan Lemeni. Bunicul lui Alexandru Vaida a fost Alexandru Bohățel, participant la revoluția de la 1848. Strămoșii săi erau din Gârbou și fuseseră înnobilați la 15 noiembrie 1627 de către Gabriel Bethlen, principele Transilvaniei. A fost fiul lui Dionisie Vaida, participant la mișcarea națională a românilor transilvăneni, pe care a sprijinit-o material și moral, iar vărul său primar, preotul Gavril Vaida, a fost bunicul mamei lui Corneliu Coposu.
Școala primară a urmat-o la Cluj, iar liceul la Liceul Evanghelic din Bistrița și la Brașov, unde s-a format intelectual într-un mediu german, fapt care i-a permis înscrierea la Facultatea de Medicină din cadrul Universității din Viena. Ca tânăr medic, a lucrat scurt timp ca balneolog la Karlsbad (Karlovy-Vary), după care s-a dedicat vieții politice. În anul 1901 s-a căsătorit cu Elena E. Safrano, fiica unor negustori greci bogați din Brașov, cu care a trăit până la moartea ei, în 23 septembrie 1943. Au avut patru copii.

## Participant la mișcări naționale. Conturarea gândirii politice

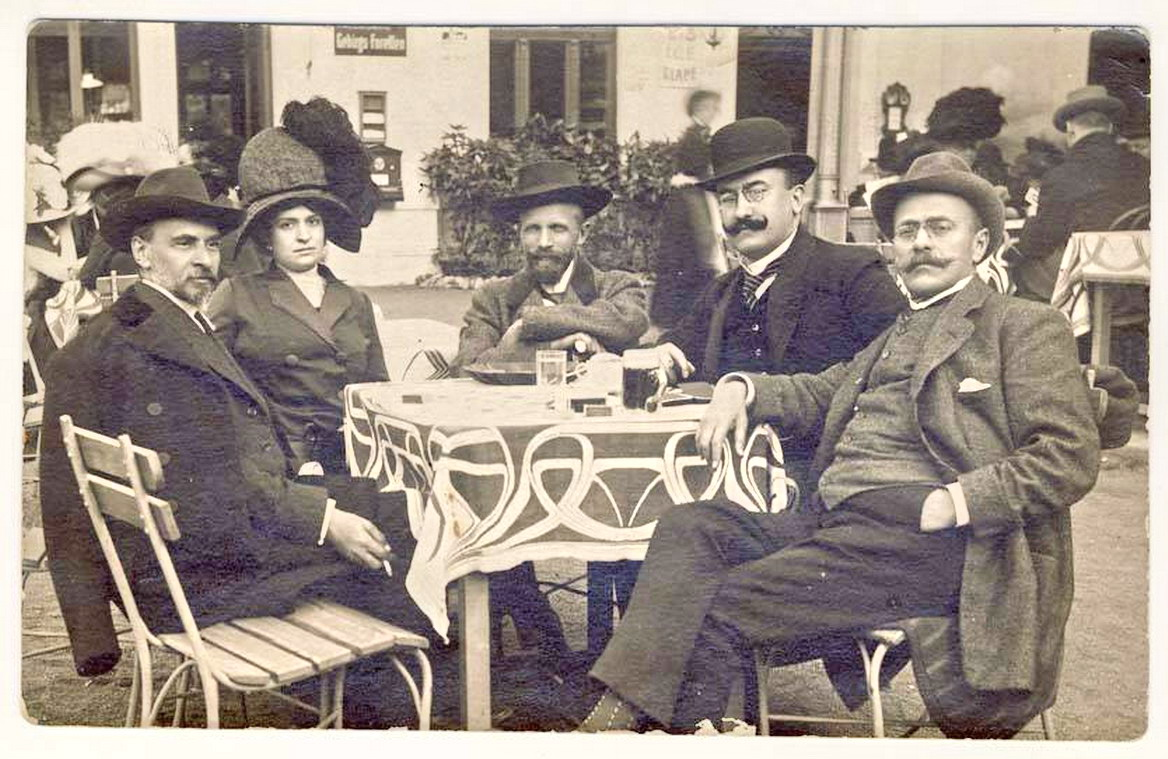
De la stânga spre dreapta: George Coșbuc, d-na Elena Vaida-Voievod, dr. Ciuta (Bistrița), Alexandru Vaida-Voievod, I.L. Caragiale (Karlsbad, 1911)

A fost membru al organizației studențești „România jună”, devenind președintele acesteia. La vârsta de douăzeci de ani s-a angajat în mișcarea națională alături de colegii săi de la universitate. Asupra lor a avut o influență aparte juristul și politicianul Aurel C. Popovici care se afla la studii în orașul Graz. Anual, la 3/15 mai, Alexandru Vaida-Voevod participa activ alături de colegii săi studenți la sărbătorirea revoluției de la 1848. Interesul său pentru politică a început să crească, astfel încât era prezent la conferințele organizate de societatea „Politische Gesellschaft”, unde erau invitați să țină prelegeri reputați profesori, ziariști sau politicieni. S-a implicat în campania electorală a lui Karl Lueger care a devenit primar al Vienei din partea Partidului Creștin-Social.
Doctrina creștin-socialismului austriac a lăsat urme în gândirea sa, explicând accentele de antisemitism, doctrină antidemocratică sau antiliberală. Sfârșitul secolului al XIX-lea și începutul secolului al XX-lea au fost marcate de antisemitism al cărui purtător de cuvânt era agrarianismul prin intelectualitatea sătească și prin elitele conducătoare care erau convinse că prin dezvoltarea capitalismului se distrug valorile tradiționale, iar evoluția culturii naționale este distorsionată. Dezvoltarea economiei capitaliste a adus în prim plan industriașii și bancherii de origine evreiască, iar înapoierea culturală și influența puternică a bisericii asupra populației de la sate a contribuit la apariția antisemitismului care era alimentat de politicieni și de proprietarii de moșii care depindeau financiar de bancherii evrei.

## „Replica”. Memorandumul din 1892
Alexandru Vaida-Voevod a colaborat cu Aurel C. Popovici la elaborarea în 1891 a „Replicii” junimii academice române către studenții maghiari ca răspuns la „Memoriul” studenților maghiari de la universitățile din Budapesta și Cluj. „Replica” s-a bucurat de succes în rândul opiniei publice internaționale, iar în 1892 a fost tipărită în cinci limbi de circulație europeană. Prin acest document, bazat pe legile și datele statistice oficiale ale statului maghiar erau evocate autonomia națională, federalismul și separarea românilor și a ungurilor din punct de vedere politic, astfel încât fiecare să aibă propriul teritoriu național în cadrul Imperiului Habsburgic.

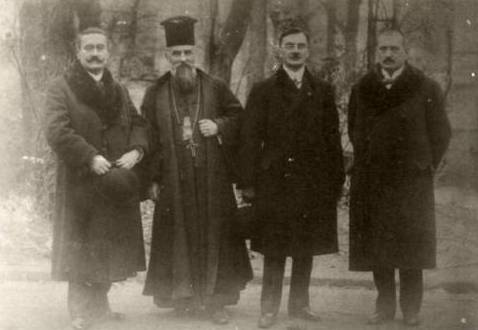
Liderii Partidului Național Român din Transilvania și Ungaria: Alexandru Vaida-Voevod, Miron Cristea și Iuliu Maniu (de la stânga la dreapta)

În 1893 a vizitat România și a luat parte la Sibiu la Conferința Națională a Partidului Național Român, partid de care și-a legat destinul. La Conferința de la Sibiu, președinte al partidului a fost ales dr. Ioan Rațiu și s-a hotărât elaborarea unui „Memorandum” al românilor, adresat împăratului de la Viena. „Memorandumul” a fost redactat pentru a susține revendicările românilor din imperiu și a denunța politica de asuprire națională și intoleranța practicată de guvernul de la Budapesta [1]. Alexandru Vaida-Voevod a asistat la elaborarea proiectului de către Iuliu Coroianu în casa bunicului său, Alexandru Bohățel. Împăratul Franz Joseph a refuzat să acorde o audiență delegației, iar semnatarii și conducătorii acțiunii au fost trimiși în judecată.

## Ascensiunea politică. Activitatea de partid
A făcut parte dintr-un Comitet Național care a ținut locul celor întemnițați, iar pe manifestul lansat în timpul procesului de la Cluj apare semnătura sa, alături de cea a preotului Vasile Lucaciu. Cariera de ziarist și-a început-o la ziarul „Dreptatea” din Timișoara. În 1896, Vaida a reușit să-i determine pe colegii săi români de la Universitatea din Viena să pregătească manifestațiile împotriva Mileniului, sărbătoare a Ungariei care marca un mileniu de la stabilirea maghiarilor pe teritoriul țării. Inițiativa studențească a fost sprijinită de cercurile naționaliste austriece și de presa vieneză. A reușit să mobilizeze studențimea pentru a lua parte la trei adunări de protest la Universitate, în sala Wimberger și în Prater.
În 1899, după terminarea studiilor, a început să practice medicina, în timp desfășurând și o activitate în cadrul Partidului Național Român, unde s-a situat până la moartea lui Ioan Rațiu în gruparea care îl susținea pe președinte. După închegarea mișcării neoactiviste din jurul ziarului „Libertatea” apărut la Orăștie, a trecut în tabăra curentului politic decis să reorganizeze partidul și să adopte un program nou, corespunzător schimbărilor care s-au produs în imperiu și în societatea românească.

## Parlamentar la Budapesta. Marea Unire de la 1918
S-a implicat în pregătirea și desfășurarea Conferinței Partidului Național Român din 10 ianuarie 1905 de la Sibiu care a adus triumful noului val activist din care mai făceau parte Iuliu Maniu, Aurel Vlad și Nicolae Comșa. Ulterior, a activat ca deputat în Parlamentul de la Budapesta, unde s-a distins ca unul din deputații cu vederi democratice. S-a numărat între apropiații arhiducelui Franz Ferdinand, moștenitorul tronului Austriei și Ungariei. 
Deși în 1905 Vaida a înregistrat un eșec în prima campanie electorală pentru Parlamentul Ungariei, el a fost ales ca deputat la mai puțin de un an, prin decretarea de alegeri anticipate. Și-a păstrat mandatul până în 1918, când s-a destrămat imperiul.
În anul 1916, după intrarea României în război contra Austro-Ungariei, și-a arătat dezamăgirea față de acest act. Vaida-Voevod considera că „poporul român din Austro-Ungaria va păstra același devotament față de dinastie și patrie, probat de veacuri, cu aceeași sinceritate și dragoste ca în trecut.”
Alexandru Vaida-Voevod a avut o contribuție deosebit de importantă la înfăptuirea Unirii Transilvaniei cu România. Pe 29 septembrie/12 octombrie 1918, la Oradea s-au desfășurat lucrările Comitetului Executiv al Partidului Național Român. În cadrul acestora s-a hotărât ca națiunea română din Austro-Ungaria, „liberă de orice înrâurire străină”, să-și aleagă „așezarea ei printre națiunile libere”. Rezoluția Comitetului Executiv a fost citită de către Alexandru Vaida-Voevod în Parlamentul din Budapesta pe 5/18 octombrie. Pe 1 decembrie 1918, a participat la Marea Adunare Națională de la Alba Iulia, unde cei 1228 de delegați aleși ai românilor „din Transilvania, Banat și Țara Ungurească” au votat Rezoluția Unirii care „decretează unirea acelor români și a tuturor teritoriilor locuite de dânșii cu România”. După acest eveniment istoric, Vaida devine membru al Consiliului Dirigent, pentru a pregăti unificarea administrativă cu Vechiul Regat și s-a numărat între cei patru delegați ardeleni (alături de Vasile Goldiș, respectiv episcopii Iuliu Hossu și Miron Cristea) care au adus regelui Ferdinand I Rezoluția Unirii pentru a fi ratificată.
În primele luni ale anului 1919, Vaida-Voievod este primit în loja masonică intelectuală „Ernest Renan”, apoi, în același an, a participat la Paris, ca invitat special, la ședința de închidere a Conventului anual al Marelui Orient de Franța. În calitatea lui, recunoscută, de membru al Marelui Orient, Vaida a avut prilejul să trateze cu Georges Clemenceau și cu George Lloyd. La 21 iunie 1923, Vaida-Voievod a fost ales Membru Emerit al Suveranului Sanctuar al României (cu gradul 33), iar în 1928 a fost ales Mare Orator Adjunct.

## Blocul Parlamentar. Primul guvern ales al României Mari
Lider marcant al Partidului Național Român, Vaida este numit ministru de stat pentru Transilvania în primele guverne după Marea Unire. În alegerile de la începutul lunii noiembrie 1919, primele pe baza votului universal, PNR a obținut 169 mandate de deputat și 76 mandate de senator [3], cel mai mare număr dintre partidele participante. Nici un partid nu a reușit să obțină majoritatea mandatelor pentru a susține un Consiliu de miniștri, astfel că se impunea formarea unei coaliții. În acest sens, pe 25 noiembrie 1919 s-a format Blocul Parlamentar [4]. Inițial, regele Ferdinand l a solicitat pe Iuliu Maniu să prezideze noul guvern, însă acesta a refuzat pe motiv că nu vorbea suficient de bine limba franceză, limba oficială a Conferinței de Pace de la Paris. În realitate, fruntașul ardelean nu dorea să-și lege numele de semnarea Tratatului cu Austria, a cărui tergiversare dura de mai bine de șase luni. Prin acesta, Marile puteri urmăreau să-și creeze baza legală pentru a interveni în treburile interne ale României, sub pretextul supravegherii modului cum erau respectate drepturile minorităților naționale.
În cele din urmă, pe 1 decembrie 1919, noul guvern este alcătuit sub conducerea lui Alexandru Vaida-Voevod, vicepreședinte al PNR, în timp ce Iuliu Maniu și-a păstrat funcția de președinte al Consiliului Dirigent. Pe 29 decembrie, Parlamentul ratifică legile prin care se consfințea Marea Unire. Pe 10 ianuarie 1920, primul ministru a fost nevoit să plece în străinătate pentru a obținea recunoașterea internațională a actelor unirii. Astfel, el nu și-a mai putut exercita prerogativele, iar în locul său a rămas Ștefan Cicio Pop. Vaida nu a mai reușit să revină în fruntea guvernului său, căci manevrele politice ale lui Ion I.C. Brătianu au determinat căderea acestuia. 

Bustul lui Alexandru Vaida-Voievod, ridicat în Alba Iulia

## Conflictul cu Iuliu Maniu. Fondarea propriului partid
Neputând face față problemelor cu care se confrunta România și negăsind sprijinul necesar în PNȚ, Alexandru Vaida-Voevod a demisionat (9 noiembrie 1933). Recunoscând că tactica sa „a dat greș” și că „în politică greșelile nu se iartă”, Vaida a demisionat și din funcția de președinte al partidului (21 noiembrie 1933). În locul său l-a propus pe Iuliu Maniu, însă acesta a refuzat, din motive care „sunt de domeniul intereselor superioare ale țării și ale acestui partid”. Maniu l-a propus pe Ion Mihalache, iar delegații au acceptat în unanimitate.
Treptat, susținerea lui Vaida-Voevod pentru politica regelui a determinat despărțirea sa de PNȚ și, în 25 februarie 1935, el își fondează propriul partid, Frontul Românesc, prin care va sprijini măsurile autoritare ale șefului statului

## Colaborarea cu regele Carol al II-lea. Ultimii ani din viață
Va deveni unul dintre cei mai apropiați colaboratori, prin care Carol al II-lea își va legitima regimul autoritar. Din 1938, Vaida este numit consilier regal, apoi este ales președinte al Adunării Deputaților (9 iunie 1939 - 5 septembrie 1940). Mai mult, între 20 ianuarie - 22 iunie 1940, regele Carol al II-lea îl numește la conducerea Frontului Renașterii Naționale, „unica organizație politică în stat”, sub comanda supremă a regelui Carol.
Evenimentele politice ulterioare au determinat ieșirea lui Alexandru Vaida-Voevod de pe scena politică. În 24 martie 1945 a fost arestat de autoritățile comuniste și anchetat de temutul ofițer de securitate Gheorghe Crăciun. În 1946 a fost pus în arest la domiciliu, la Sibiu, unde și-a petrecut restul vieții, până la moartea sa în 1950, la vârsta de 78 de ani.
Mormântul lui Alexandru Vaida-Voevod se află în cimitirul Bisericii dintre Brazi din Sibiu, unde a fost reînhumat abia în 1990. Până atunci rămășițele sale trupești fuseseră ascunse, în secret, într-o criptă din subsolul unei capele romano-catolice din Cimitirul Municipal Sibiu, unde au fost descoperite, la dorința urmașilor săi, în urma cercetărilor preotului ortodox, de atunci, al Bisericii dintre Brazi, Mihai Sămărghițan, cel care a refuzat mai târziu retrocedarea lăcașului de cult și a cimitirului aferent, proprietarului de drept, Biserica Română Unită, Greco-Catolică (recunoscută oficial de Statul Român din 1989).
Pe terenul de lângă Biserica dintre Brazi din Sibiu, Mitropolia Română Unită cu Roma (greco-catolică) a ridicat un monument în cinstea lui Alexandru Vaida-Voevod, care a fost dezvelit în data de 28 noiembrie 2018.

## Funcții politice
- Președinte al Consiliului de Miniștri (1 decembrie 1919 - 13 martie 1920; 6 iunie - 10 august 1932; 11 august - 17 octombrie 1932; 14 ianuarie - 9 noiembrie 1933)
- Ministru al Afacerilor Străine (1 decembrie 1919 - 13 martie 1920; ad-interim 6 iunie - 10 august 1932; 11 august - 17 octombrie 1933)
- Ministru de Interne (10 noiembrie 1928 - 7 iunie 1930; 13 iunie - 8 octombrie 1930; 6 iunie - 10 august 1932)
- Ministru al Muncii, Sănătății și Ocrotirii Sociale (ad-interim 7 - 9 iunie 1932)
- Ministru al Industriei și Comerțului (14 ianuarie - 9 noiembrie 1933)
- Ministru secretar de stat (17 decembrie 1918 - 12 septembrie 1919 Guvernul Ion I. C. Brătianu; 27 septembrie - 28 noiembrie 1919 Guvernul Arthur Văitoianu; 10 februarie - 30 martie 1938 Guvernul Patriarh Miron Cristea; 28 iunie - 4 iulie 1940 Guvernul Gheorghe Tătărescu)

## Imaginea în presa occidentală
Ziarul The Times scria la 29 ianuarie 1920 că „Dr. Alexandru Vaida Voevod, deși încă relativ tânăr și puțin cunoscut în Europa occidentală, a jucat de mult un rol important în Europa sud-estică, și în special în politica Ungariei. Când Românii din Transilvania simțeau întreaga forță a opresiunii maghiare el a fost dintre cei dintâi lideri ai politicei transilvănene[10].
Un bărbat de un caracter demn și independent, posedând calități alese și o inteligență politică rară, a fost capabil să se împotrivească tuturor sforțărilor autorităților maghiare de a-l intimida sau de a-l discredita. Înzestrat cu o mare abilitate oratorică, a devenit un orator elocvent în românește, ungurește și nemțește.”

## Imagini

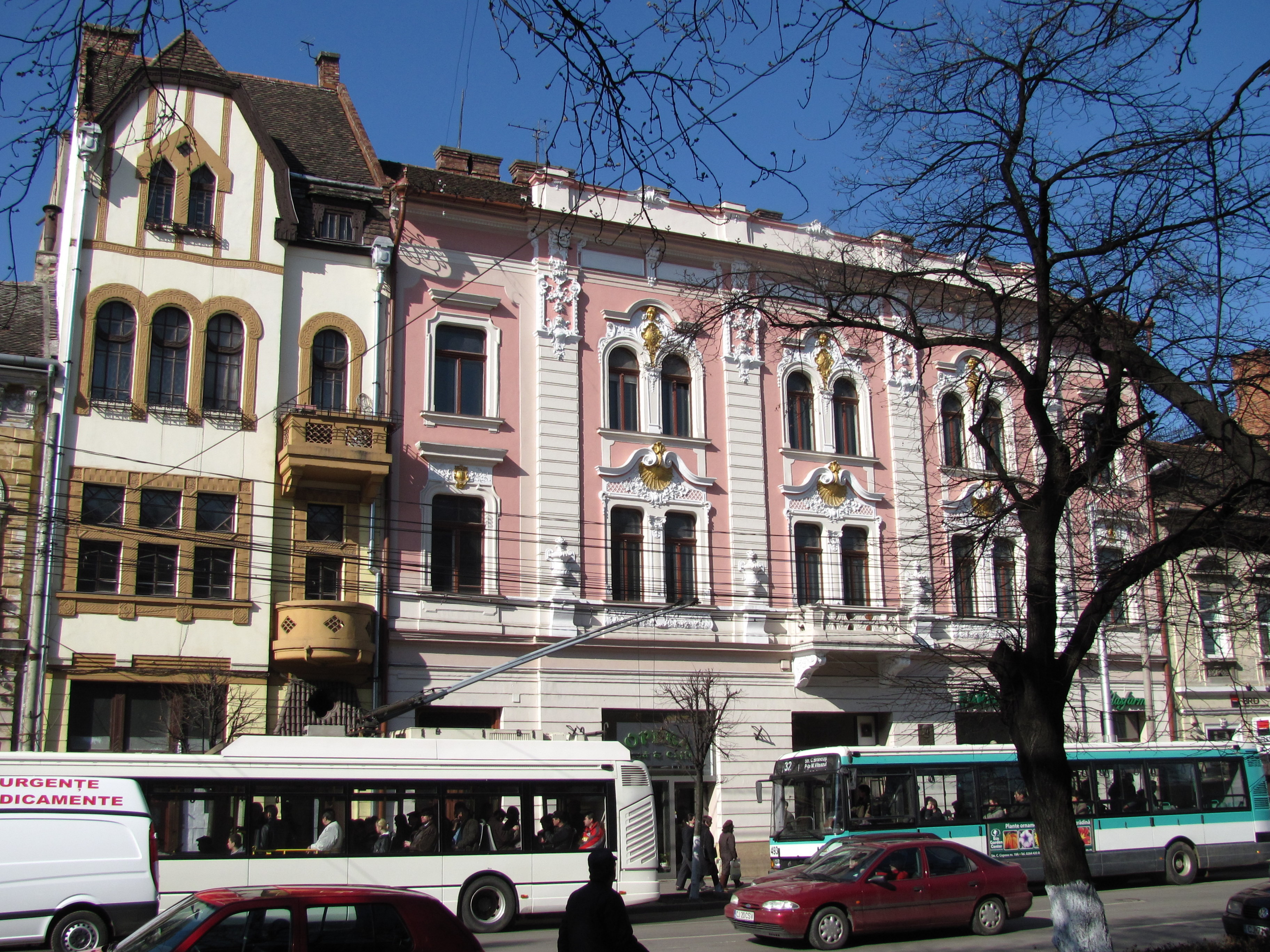
Casa lui Alexandru Vaida-Voevod din Cluj, Piața Ștefan cel Mare (fostă Huniade), nr. 17
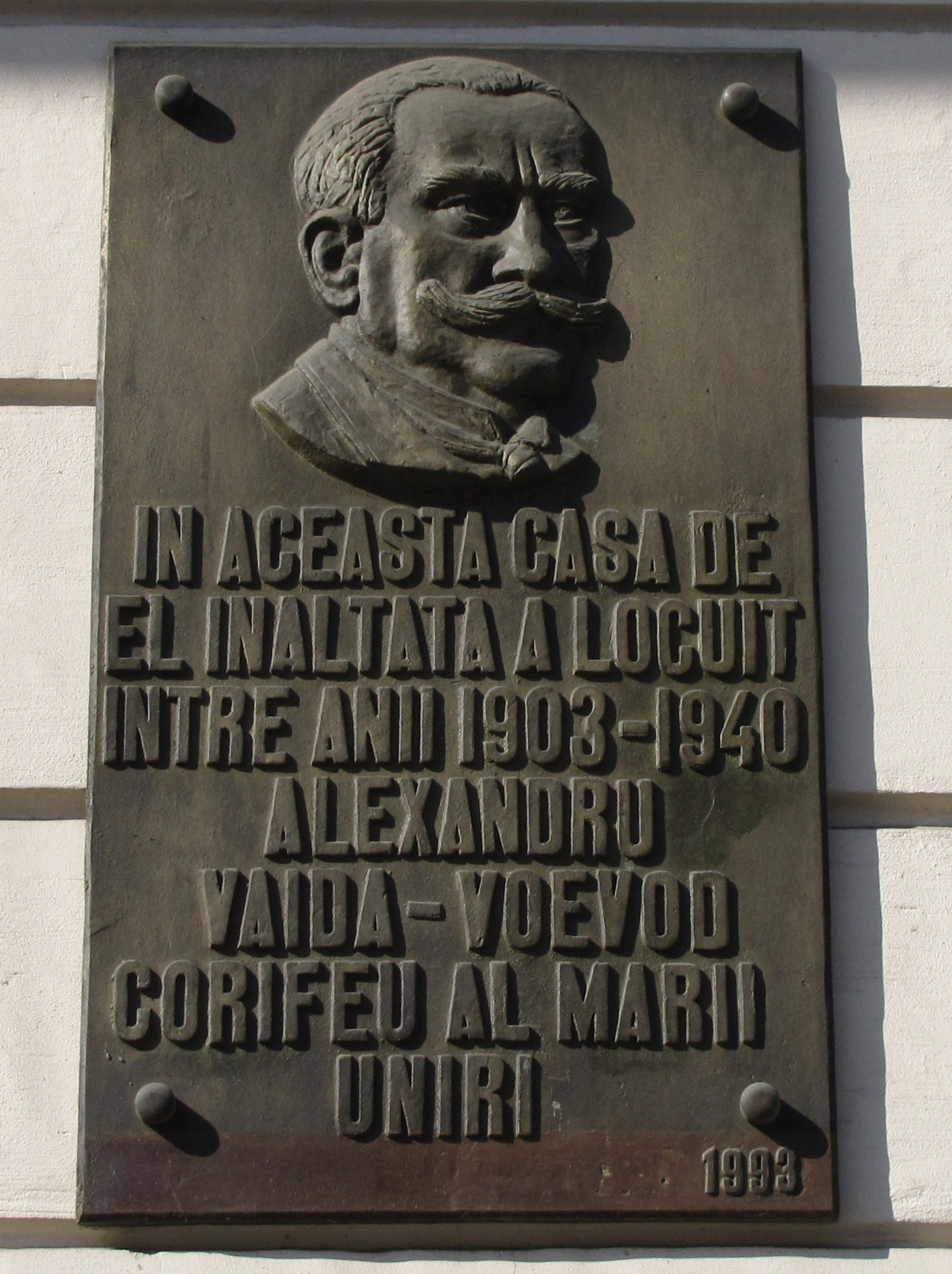
Casa lui Alexandru Vaida-Voevod din Cluj, Placă memorială
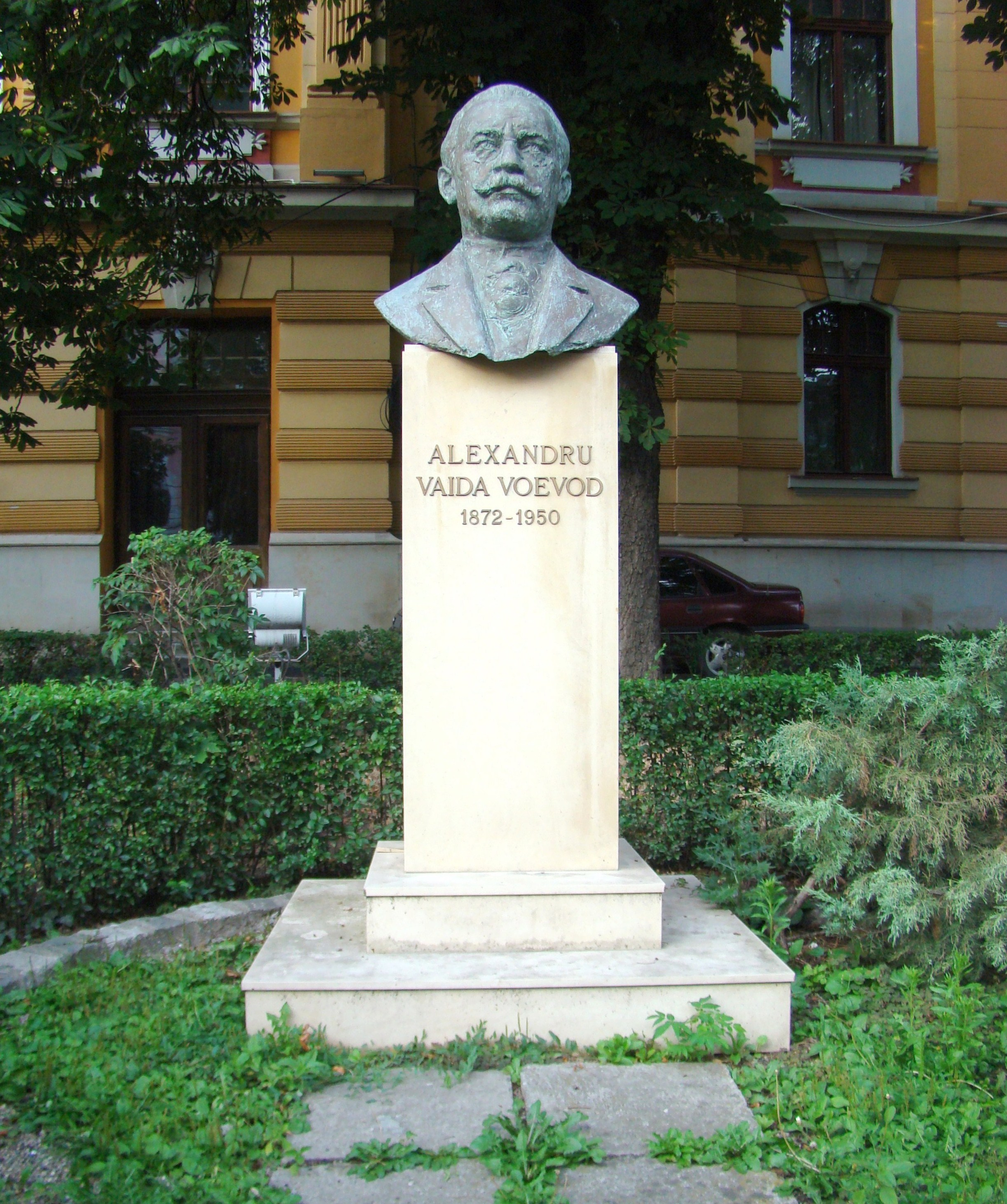
Bustul lui Alexandru Vaida-Voevod (Parcul Operei din Cluj)
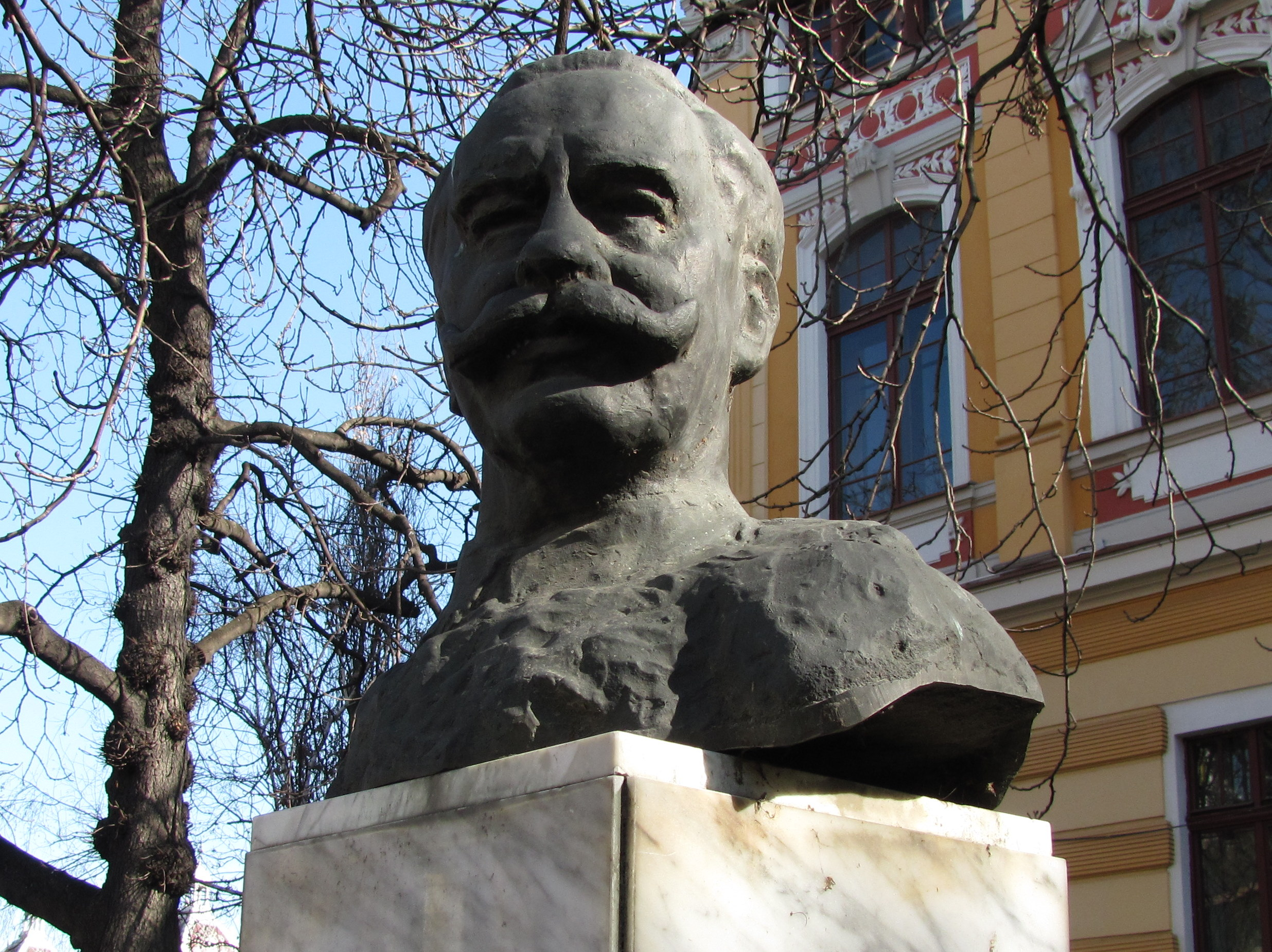
Bustul lui Alexandru Vaida-Voevod (Parcul Operei din Cluj)
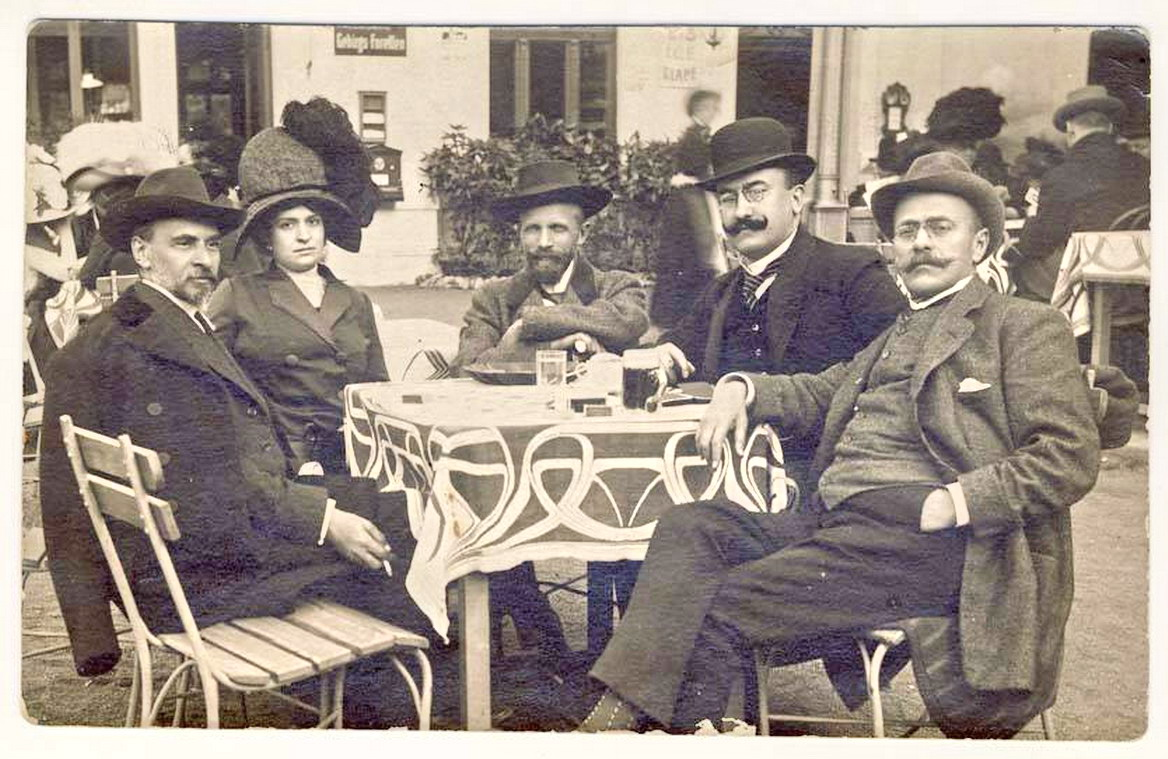
De la stânga spre dreapta: George Coșbuc, d-na Elena Vaida-Voievod, dr. Ciuta (Bistrița)[10], Alex. Vaida-Voievod, I.L. Caragiale, la Karlsbad, 1911
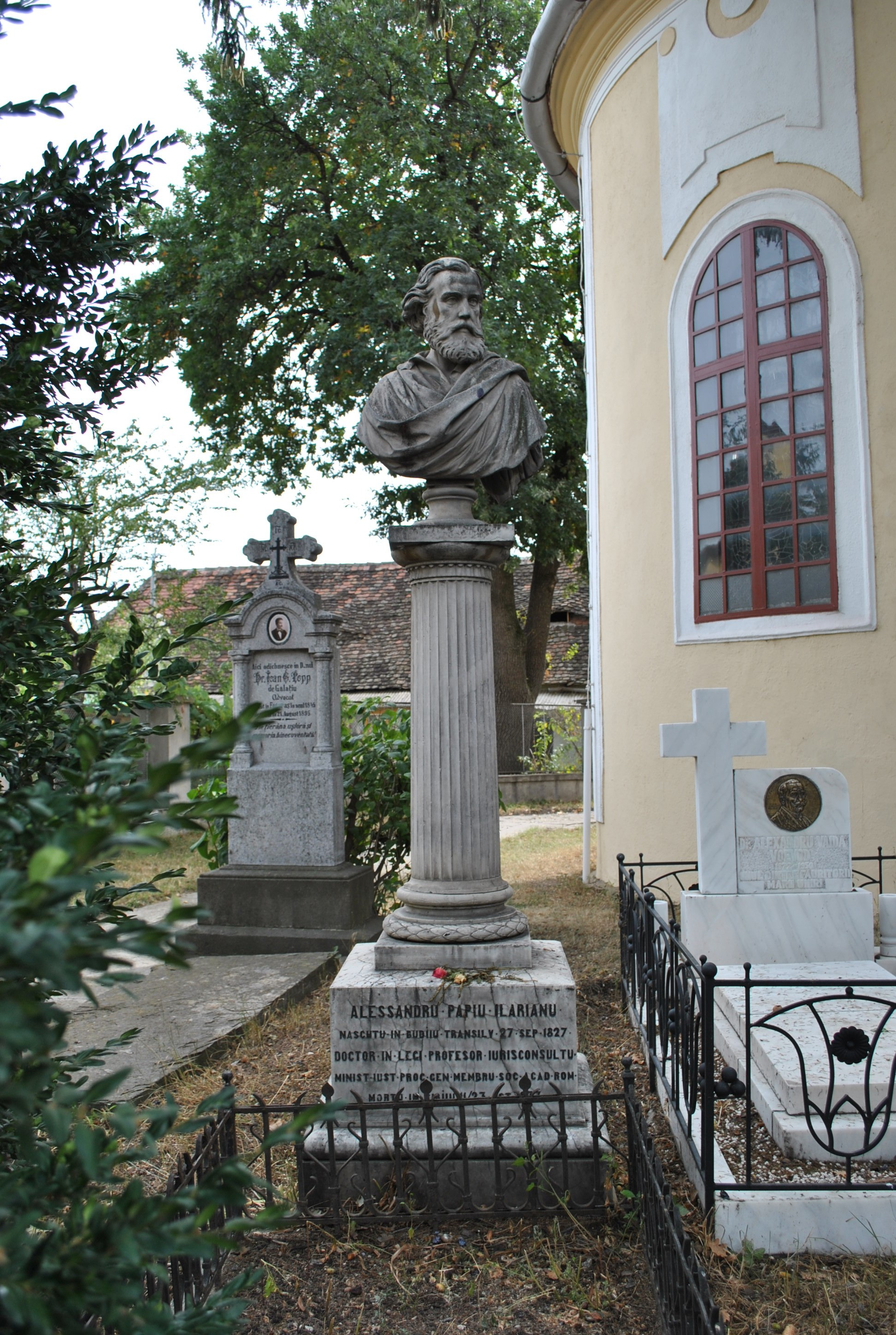
Mormântul lui Alexandru Vaida-Voevod, lângă mormântul lui Alexandru Papiu-Ilarian,Biserica dintre Brazi din Sibiu
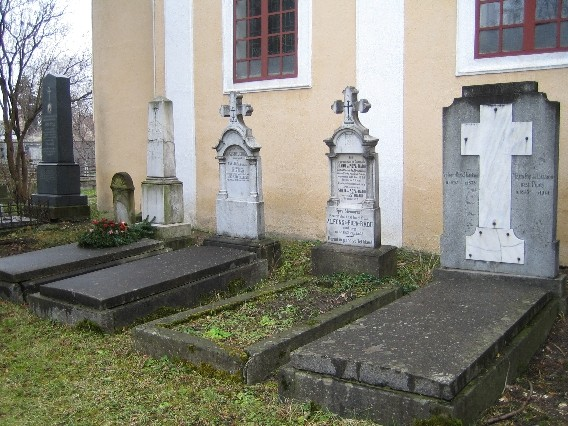
Aleea politicienilor, Biserica dintre Brazi din Sibiu

## Opere selective
- În luptele noastre naționale, 1904.
- Mangra, Tisza și Tribuna, Brașov, 1911.
- Jos Austria perfidă, Viena, 1913.
- Déclaration ministerielle, Paris, 1920.
- Problema frontierelor românești, 1924.
- Cuvântare către națiunea română, 1937.
- Din vremuri grele, 1943.
- Memorii, 4 volume, ediție Alexandru Șerban, 1994-1997.